# Zakho
Zakho est une ville du Kurdistan irakien, dans la région du Bahdinan, près de la frontière turque, et comptant environ 238 000 habitants.
Zakho a une université, l'une des onze existante au Kurdistan.
La ville comptait en 2000 environ 5 000 chrétiens, chaldo-assyriens et arméniens, et, jusqu'en 1950, une petite communauté juive kurde de 350 membres.

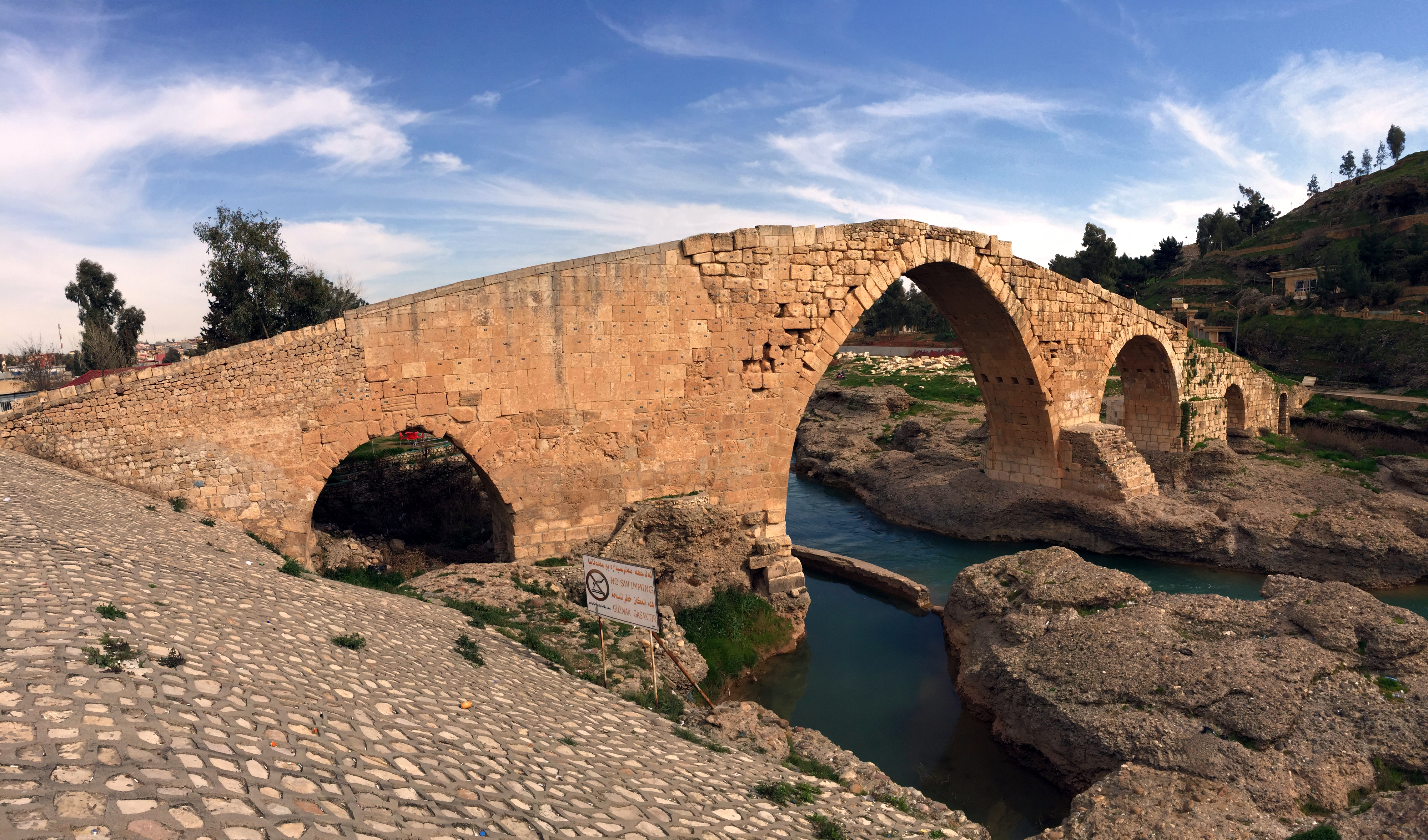
Pira Delal, ancien pont de l'époque romaine.

## Villes ancienne et moderne
Zakho est une des villes les plus anciennes du Kurdistan irakien et se distingue par son héritage architectural. Cependant la construction d'immeubles modernes sans considération pour le centre historique a occulté ce patrimoine de l'architecture traditionnelle.

## Communauté juive
La présence d'une communauté juive locale fait qu'on surnommait parfois la ville "La Jérusalem d'Assyrie". Les rives de la rivière à proximité Khabur sont mentionnées dans la Bible comme l'un des endroits où les Israélites furent exilés (1 Chroniques 5,26 ; 2 Rois 17,6 ; 2 Rois 18,11).
Les juifs de Zakho parlent le néo-araméen ou targum, le kurmandji (la langue des Kurdes non-juifs) ; seuls les rabbins et les érudits maîtrisaient l'hébreu ; quelques-uns maîtrisant l'arabe.
La société kurde était organisée selon un système tribal ; les juifs de Zakho portaient des armes à l'exemple des Kurdes musulmans. En 1891 et 1892, les juifs de la ville ont été attaqués par les musulmans et l'une des deux synagogue a été incendiée.
Les juifs de Zakho émigrent vers Israël dans les années 1950.
Alors que les Juifs de Zakho étaient parmi les moins alphabétisés dans la diaspora juive, ils avaient une tradition orale riche et unique, connue pour ses légendes, épopées et des ballades, dont les héros venus de deux traditions juives et musulmanes.

## Communauté chrétienne
La population chrétienne de Zakho représentait 45 % des habitants en 1960, ils ne sont plus que 1 % en 2018 en raison d'une forte émigration. Syriaques-catholiques, ils proviennent de Bagdad et de la plaine de Ninive. Ils ont rejoint Zakho en 2005-2006 après la chute du régime de Sadam Hussein. 
La communauté dispose de trois églises :
- l’église syriaque-catholique Mariam Al Adra (Vierge Marie) dans le quartier Abassia[6],
- la cathédrale chaldéenne Mar Guorguis dans le quartier de Nassara[7],
- l'église du Sacré Cœur dans le quartier de Bidar.

## Diaspora Assyrienne
Beaucoup d'assyriens originaires de Zakho vivent en diaspora, notamment des villes américaines comme Nashville, Detroit, San Diego, Houston et Phoenix.

## Personnalité de la ville
- Alphonse Mingana est né à proximité de la ville de Zakho.

## Infrastructures
- Stade de Zakho